# Goulven Madec
Goulven Madec AA (* 31. Oktober 1930 im Département Finistère; † 20. April 2008) war ein französischer römisch-katholischer Theologe.

## Leben
Er war Doktor der Klassischen Altertumswissenschaft (Sorbonne), Absolvent der Theologie (Angelicum) und Doktor der Philosophie (Institut Catholique de Paris, wo er danach Professor war) und spezialisierte sich auf das Studium der Spätantike und vor allem von Leben und Werk von Augustinus von Hippo, aber auch von Ambrosius von Mailand und Johannes Scottus Eriugena. Goulven Madec war auch Forschungsdirektor am CNRS.

## Schriften (Auswahl)
- Saint Ambroise et la philosophie. Paris 1974, ISBN 2-85121-001-7.
- Jean Scot et ses auteurs. Annotations érigéniennes. Paris 1988, ISBN 2-85121-091-2.
- Petites études augustiniennes. Paris 1994, ISBN 2-85121-142-0.
- Saint Augustin et la philosophie. Notes critiques. Paris 1996, ISBN 2-85121-163-3.